# 佐志生站
佐志生站（日语：／ Sashiu-eki */?）是位於日本大分縣臼杵市，由九州旅客鐵道營運的日豐本線鐵路車站。本站現時為無人車站。而本站從大分站起再次進入山嶺部份，並且坐落在大字中的西南邊沿部份，遠離國道217號（大約1公里）及佐志生中心區之餘（大約1.5公里），步行距離約為15分鐘。車站附近民居亦十分稀疏，因此使用量頗低。

## 車站構造
本站現時採用簡易車站模式，在建於1992年的六角形水泥候車室前方豎立一座鋼架。側旁放置了一個流動式、只可容納一人的簡易式臨時窗口。而原來的站房位置的右側興建了一個用鋼架及膠片搭成的「ㄇ」形拱門裝置，下面放置一座簡易式自動售票機。通過拱門後便可直接進入樓梯口再沿行人天橋前往月台。
六個亭的旁邊設有一座簡易式男、女獨立洗手間一座，後方另一座水泥單層建築物為線路控制房。入口附近也设有單車停泊處。

### 舊站房
本站的舊站房為木製的站房，兩側為單層，但中央部份為兩層高。現時六角候車亭前豎立的一個屋型鐵架，就是從舊站房中保留下來，並以水泥基座加固底部，而這五角形的屋架結構剛好又是候車亭牆上的玻璃窗形狀。

### 月台配置
設有島式月台1個。有一個島式月台，月台建於彎道，且十分狹窄。中央部份設有一座細小的有蓋候車亭，而在隔板上，1號月台方向貼上了佐志山地區中的黑島簡介，可由車站步行20分鐘至佐志生碼頭乘坐街渡前往；2號月台方向則為月台及附近地區的美化工程報告投影片。
原則上，所有特急列車皆會使用1號月台作為通過線道，因相對弧度較少。而當沒有避車時，上、下行普通列車都會使用1號月台；2號月台則只用作避線時之用。
| 月台 | 路線      | 方向 | 目的地                             | 備註                           |
| ---- | --------- | ---- | ---------------------------------- | ------------------------------ |
| 1    | ■日豐本線 | 下行 | 臼杵、佐伯方向                     | 大部份班次停靠及特急列車通過用 |
| 1    | ■日豐本線 | 上行 | 大分、龜川、日出、中山香、中津方向 | 大部份班次停靠及特急列車通過用 |
| 2    | ■日豐本線 | 下行 | 臼杵、佐伯方向                     | 避車或交會時才使用             |
| 2    | ■日豐本線 | 上行 | 大分、龜川、日出、中山香、中津方向 | 避車或交會時才使用             |

## 歷史
- 1947年10月1日：運輸省設置「佐志生臨時乘降場」[1]。
- 1950年1月10日：昇格為車站[6]。
- 1984年：

- 2月1日：貨物提取服務取消。
- 11月1日：無人化。

- 1987年4月1日：國鐵分割民營化，車站由九州旅客鐵道（JR九州）承繼。
- 1992年3月7日：現時候車室（第二代站房）開始使用。

## 旅客统计
2015年度，乘車旅客总数为24,101人，平均每天有66位旅客。，2016年度起JR九州再沒有為無人站提供數據。 
| 乘車人員變遷 | 乘車人員變遷 |
| 年度         | 1日平均人次  |
| ------------ | ------------ |
| 2000         | 134          |
| 2001         | 117          |
| 2002         | 113          |
| 2003         | 112          |
| 2004         | 93           |
| 2005         | 80           |
| 2006         | 88           |
| 2007         | 87           |
| 2008         | 83           |
| 2009         | 71           |
| 2010         | 66           |
| 2011         | 62           |
| 2012         | 60           |
| 2013         | 66           |
| 2014         | 62           |
| 2015         | 66           |

## 相鄰車站
九州旅客鐵道
■日豐本線
幸崎－佐志生－下之江

## 外部連結
- JR九州佐志生站 （页面存档备份，存于）